# Космос-13
Космос-13 — советский космический спутник Земли, запущенный в космос 21 апреля 1963 года, также известен под названием «Зенит-2 № 9». Тринадцатый спутник серии «Космос», предназначался для разведки и фоторазведки.
Для запуска спутника в космос использовалась ракета-носитель Восток-2 8А92. Запуск произошёл в 08:24 GMT 21 апреля 1963 года со стартовой площадки 1/5, также известной как «Гагаринский старт».
Космос-13 был помещен в низкую околоземную орбиту с перигеем в 205 километров, апогеем в 337 километров, с углом наклона плоскости орбиты к плоскости экватора Земли в 64,97 градусов, и орбитальным периодом в 89,77 минут. Он провел восемь дней выполняя миссию, после чего 29-го апреля покинул орбиту и выполнил посадку на территорию СССР с помощью парашюта.